# Brštanica
Brštanica (en cyrillique : Брштаница) est un village de Bosnie-Herzégovine. Il est situé dans la municipalité de Neum, dans le canton d'Herzégovine-Neretva et dans la fédération de Bosnie-et-Herzégovine. Selon les premiers résultats du recensement bosnien de 2013, il compte 69 habitants.

## Histoire
Sur le territoire du village se trouve une nécropole qui abrite 74 stećci, un type particulier de tombes médiévales ; cet ensemble est inscrit sur la liste des monuments nationaux de Bosnie-Herzégovine.

## Démographie

### Évolution historique de la population
| 1948 | 1953 | 1961 | 1971 | 1981 | 1991 | 2013 |
| ---- | ---- | ---- | ---- | ---- | ---- | ---- |
| -    | -    | 312  | 259  | 139  | 112  | 69   |

|  |